# Contea autonoma salar di Xunhua
La contea autonoma salar di Xunhua (循化撒拉族自治县S, Xúnhuà Sǎlázú ZìzhìxiànP) è una contea della Cina, situata nella provincia di Qinghai e amministrata dalla prefettura di Haidong.